# PGC 18015
LEDA/PGC 18015 ist eine Balken-Spiralgalaxie vom Hubble-Typ SBdm im Sternbild Hase am Südsternhimmel, die schätzungsweise 129 Millionen Lichtjahre von der Milchstraße entfernt ist. Gemeinsam mit vier weiteren Galaxien bildet sie die IC 438-Gruppe oder LGG 134.

Im selben Himmelsareal befinden sich u. a. die Galaxien IC 438 und IC 2151.